# Shelly Martinez
Shelly Leonor Martinez (Chino, 9 febbraio 1980) è un'ex wrestler, modella e valletta statunitense.
È conosciuta per aver lottato nella World Wrestling Entertainment con il nome Ariel e nella Total Nonstop Action Wrestling con il nome Salinas nel ruolo di valletta dei Latin American Xchange.
Martinez è entrata nel mondo del wrestling nel dicembre del 2000. Ha lottato principalmente nei circuiti indipendenti della california meridionale con il nome Desire, lottando in diverse compagnie tra cui la Revolution Pro Wrestling, l'Ultimate Pro Wrestling e l'Empire Wrestling Federation (EWF). Nell'aprile 2005 ha firmato un contratto con la WWE, dove è stata mandata nella Ohio Valley Wrestling. Nel 2006, è stata promossa nel roster della ECW dove ha adottato il personaggio di Ariel, lettrice di tarocchi e manager di Kevin Thorn. Nel 2007, è stata rilasciata dalla WWE e successivamente ha firmato un contratto con la TNA. In TNA con il nome Salinas è stata membro dei LAX, nel quale ha svolto il ruolo di manager ai membri del team Homicide e Hernandez. Dopo aver abbandonato la federazione nel settembre del 2008, ha lottato nel circuito indipendente fino al suo ritiro nel 2017.
Oltre al wrestling, Martinez è conosciuta per aver intrapreso il lavoro di modella e attrice. Ha partecipato al reality show The Search for the Next Elvira. Inoltre ha recitato in un softcore pornografico assieme a Jewel De'Nyle intitolato The Notorious Jewel De'Nyle & Shelly Martinez e ha posato nuda in diverse occasioni.

## Carriera

### Primi anni
Martinez iniziò a lavorare come modella al fine di perseguire la sua carriera nel wrestling. Lavorò anche come attrice e dopo essere apparsa in qualche film indipendente sul wrestling, fu introdotta a un promoter e allenatore di wrestling. Si allenò nella sua scuola per due anni e mezzo. Martinez lottà per la prima volta nella California del sud con il nome Desire, apparendo in molte federazioni indipendenti come la Revolution Pro Wrestling, l'Empire Wrestling Federation (EFW). e l'Ultimate Pro Wrestling (UPW), nella quale interpretò la sorella di Kyra. Mentre nell'UPW lottò con il nome Halloween Barbie. Inoltre lottò anche nella Women's Extreme Wrestlng, in cui interpretò la cugina di Mercedes Martinez. Il 19 luglio 2002 Martinez, lottando con il nome di Desire, vinse insieme Threat il vacante EWF Tag Team Championship in una battle royal. Le due mantennero il titolo di coppia per 28 giorni, per poi perderlo il 16 agosto contro i PHAT (Eric Matlock e Devon Willis). Nel dicembre 2004, la Martinez si allenò nel territorio di sviluppo della World Wrestling Entertainment (WWE), l'Ohio Valley Wrestling (OVW) per qualche settimana.

### World Wrestling Entertainment

#### Ohio Valley Wrestling (2005–2007)
Nell'aprile del 2005, Martinez firmò un contratto con la WWE. Dal mese di luglio dello stesso anno venne mandata ad allenarsi nel territorio di sviluppo della WWE, la OVW, usando il nome "Shelly". Nel suo primo ruolo insieme a Beth Phoenix, fece da co-manager a Aaron Stevens. Come parte dell'alleanza con Phoenix e Stevens, Shelly sviluppò un personaggio erotico. Successivamente, iniziò una rivalità con Alexis Laree, durante la quale lei e Phoenix la attaccarono in diverse occasioni. Nel suo primo match in OVW il 29 ottobre, Shelly sconfisse Laree. Shelly e Phoenix apparvero insieme il 27 gennaio 2006 a Heat come parte degli Heart Throbs (Romeo Rosselli e Antonio Thomas), danzando sul ring insieme al team prima di essere interrotte da Trevor Murdoch.
Nel febbraio 2006, Shelly sviluppò un personaggio in cui era ossessionata da Paul Burchill, che a quel tempo interpretava il personaggio del pirata a SmackDown!. Ciò portò a una rivalità con Beth Phoenix, quando Shelly la attaccò mentre Phoenix stava cercando di fermare una rissa tra Shelly e Cherry durante il match tra Paul Burchill e Deuce Shade. Le due si affrontarono in diversi match, tra cui uno Street Fight match nelle registrazioni del 16 aprile. Nella puntata di Velocity del 6 maggio, Shelly apparve come manager di Paul Burchill nel suo match contro Road Warrior Animal. Dopo essere tornata in OVW, fu coinvolta nella rivalità in corso tra Seth Skyfire e Mike "The Miz" Mizanin e Roni Jonah. Poco prima del suo debutto in ECW a metà anno, Martinez iniziò a usare il nome "Ariel". Nel novembre dello stesso anno, fu sconfitta da Beth Phoeniz in un match valevole per l'OVW Women's Championship. La sua ultima apparizione in OVW fu il 25 gennaio 2007, dove in coppia con Jon Bolen sconfisse Stevens e Phoenix.

#### ECW (2006–2007)

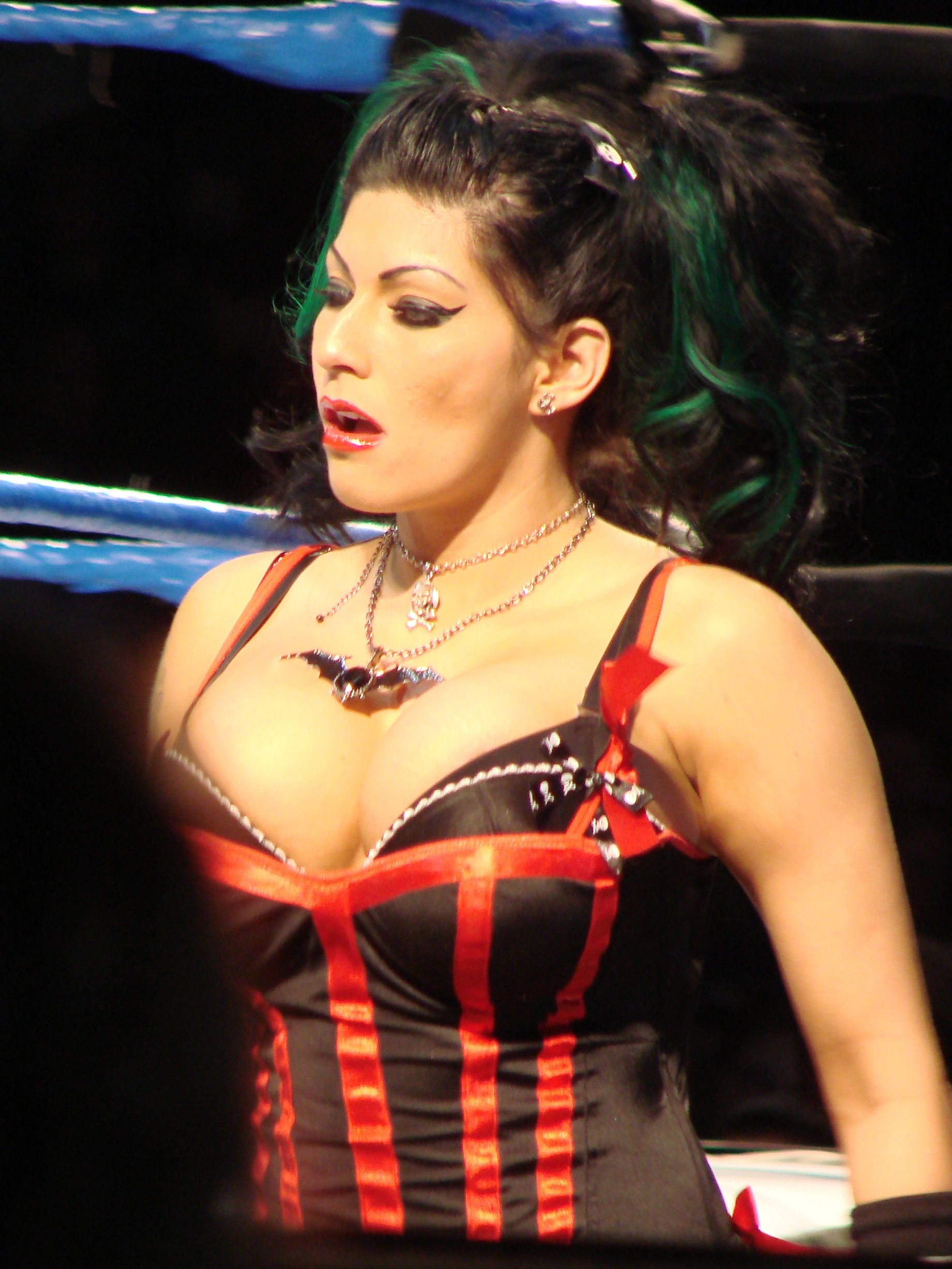
Ariel a bordo ring nel 2007

Nella metà del 2006, Martinez fu promossa nel roster della ECW come Ariel, una lettrice di tarocchi. Originariamente, Martinez doveva far parte di una stable di vampiri con Gangrel e Kevin Thorn; tuttavia, la stable non fece mai un'apparizione a causa del licenziamento di Gangrel. Durante le puntate della ECW, vennero mandate in onda delle vignette di Ariel e Kevin Thorn che annunciava il loro debutto, che avvenne il 25 luglio 2006, dove Thorn fece il suo debutto sul ring con Ariel come valletta.
Ariel continuò ad apparire a bordo ring interferendo spesso nei match di Thorn. Thorn iniziò una rivalità con Balls Mahoney, dove quest'ultimo assunse come manager Francine per contrastare le interferenze di Ariel. Ariel fece il suo debutto nel ring della ECW il 26 settembre contro Francine in un "Extreme Catfight match", che si concluse senza un vincitore a causa delle interferenze di Thorn e Mahoney. Le due coppie continuarono la loro rivalità fino alla prima metà di ottobre fino al rilascio di Francine dalla WWE. Durante il match tra Thorn e CM Punk, Kelly Kelly interferì nel tentativo di aiutare Punk, che alla fine riuscì a vincere l'incontro. A December to Dismember, Thorn e Ariel sconfissero Kelly Kelly e il fidanzato di quest'ultima, Mike Knox in un mixed tag team match, dopo che Knox aveva abbandonato Kelly. Nella puntata della ECW del 5 dicembre, Ariel venne sconfitta da Kelly Kelly.
Il 6 febbraio 2007, Ariel e Thorn si unirono a Elijah Burke, Matt Striker e Marcus Cor Von formando il New Breed. Ariel iniziò a accompagnare il New Breed nei loro match apparendo anche a WrestleMania 23. Successivamente Burke annunciò un match tra Thorn e CM Punk, vinto da Thorn dopo che Punk aveva tradito il New Breed. Dopo il match, Thorn abbandonò il New Breed. Qualche settimana più tardi, il 18 maggio 2007 Martinez fu rilasciata dalla WWE. In un'intervista nel 2013, Martinez attribuì il suo rilascio a un diverbio avuto con Batista.

### Total Nonstop Action Wrestling (2007–2008)

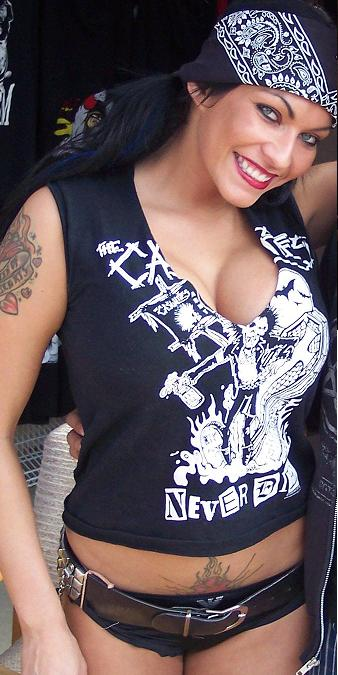
Salinas nel novembre del 2007

A Bound for Glory nell'ottobre 2007, Martinez prese parte alla Knockout Gauntlet battle royal che avrebbe decretato la prima detentrice del TNA Knockouts Championship, vinta da Gail Kim. Poco dopo, un membro mascherato dei Latin American Xchange (LAX) iniziò a interferire nei loro match aiutandoli a vincere e attaccando la manager dei The Rock 'n' Rave Infection, Christy Hemme. A Final Resolution, il misterioso membro mascherato si rivelò essere Martinez dopo aver attaccato ancora una volta Hemme. Nella puntata di Impact! successiva all'evento, Homicide e Hernandez la ribattezzarono "Salinas". Salinas iniziò ad accompagnare Homicide e Hernandez come manager.
Salinas fece il suo debutto in competizione singola contro Awesome Kong, perdendo in poco tempo. In seguito iniziò a combattere più frequentemente, tra cui in intergender tag team match con Homicide e Hernandez. A Lockdown Salinas prese parte al primo Queen of the Cage match, vinto da Roxxi Laveaux. Dopo essere stata annunciata una Knockouts "Makeover Battle Royal" per Sacrifice in cui una Knockout avrebbe dovuta essere rasata, nella puntata di Impact! dell'8 maggio Salinas perse un match nel quale avrebbe ottenuto l'immunità dal essere rasata. A Sacrifice, la "Makeover Battle Royal" fu vinta da Gail Kim e Roxxi Laveaux venne rasata. Più tardi nella stessa sera, Salinas e Héctor Guerrero assistettero a bordo ring alla conquista del TNA World Tag Team Championship da parte dei LAX. Nella rivalità tra i LAX e i Beer Money, Inc., Salinas venne sconfitta per sottomissione dalla loro manager Jackie Moore il 19 giugno a Impact!. Nella puntata di Impact! del 17 luglio prese parte, senza successo, a una gauntlet battle royal che avrebbe decretato la prima sfidante al TNA Women's Knockout Championship e qualche settimana più tardi perse un handicap match contro Awesome Kong e le Beautiful People (Velvet Sky e Angelina Love). In seguito alla vittoria del TNA World Tag Team Championship da parte dei Beer Money, Inc., le due coppie iniziarono una rivalità e al pay-per-view di settembre No Surrender Salinas venne attaccata dalla loro manager Jackie Moore. La storyline venne messa in atto per togliere la Martinez dagli show televisivi, che decise di abbandonare la TNA per girare un thriller italiano.

### Circuito indipendente (2008–2017)
Martinez lottò con il suo vero nome nella Perros del Mail in messico. Successivamente, Martinez lottò nelle filippine sia nella World Independent Ladies Division che nella World Wrestling Fan Xperience. Inoltre apparì nel ruolo di manager nella Dragon Gate USA.
Nel 2010, Martinez iniziò ad apparire nella Championship Wrestling from Hollywood. Nel suo match di debutto sconfisse Lucky O'Shea. Nel 2013, formò una breve alleanza con Todd Chandler, per poi allearsi con Ricky Mandel apparendo come sua fidanzata.
Il 10 maggio 2014, la Martinez e JT Dunn presero parte al torneo WSU Queen and King of the Ring perdendo contro Candice LeRae e Joey Ryan. Nel 2016, Martinez apparve al pay-per-view della TNA One Night Only: Knockouts Knockdown 4, dove perse contro Rebel.
Martinez annunciò il suo ritiro dal wrestling nel maggio del 2017.

## Carriera cinematografica e televisiva
Martinez prese parte al film Pin-up American Pinups Vol. 2. Collaborò con Jewel De'Nyle in un video spanking e softcore intitolato The Notorious Jewel De'Nyle & Shelly Martinez. Nell'ottobre 2009, posò nuda per un contest chiamato "THE 1 Contest". Nel novembre 2012, apparve nella quarta stagione dello spin-off di Love Games: Bad Girls Need Love Too, Bad Girls Club.
Recitò in un film indipendente Dead Things. Inoltre partecipò al reality show The Search for the Next Elvira, che debuttò il 13 ottobre 2007 su Fox Reality Channel. Prese parte al video musicale dei Mötley Crüe Saints of Los Angeles. Nel maggio 2011, Martinez, Raven e Cheerleader Melissa girarono il video musicale della canzone dei Smashing Pumpkins Owata.
Negli ultimi mesi del 2011, fu la corrispondente ufficiale degli eventi di Hollywood e presentatrice delle notizie di un sitoweb horror MoreHorror.com.

## Vita privata
Martinez è una sostenitrice dell'uso medico della cannabis e un'attivista dei diritti animali.

## Personaggio

### Mosse finali
- Chokehold STO[27]
- The Shelly-shock (Sitout facebuster)[1]

### Wrestler assistiti
- Aaron Stevens[10]
- Paul Burchill[16]
- Seth Skyfire[1]
- Kevin Thorn[19]
- Elijah Burke[29][30]
- Marcus Cor Von[29][30]
- Matt Striker[29][30]
- Homicide[47]
- Hernandez[47]

### Musiche d'ingresso
- Brick House di Rob Zombie ft Lionel Richie e Trina (OVW; 2005–2006)
- Living Dead Girl di Rob Zombie (OVW; 2006)
- Mi Destrojero di Jim Johnston (WWE; 2006–2006)
- To Live and Die In LAX (Instrumental) di Dale Oliver e Serg Salinas[71]

## Titoli e riconoscimenti
Empire Wrestling Federation
- EWF Tag Team Championship (1 - con Threat)[9]

Wrestling Observer Newsletter
- Worst Match of the Year (2016) contro Rebel a Knockouts Knockdown 2016[72]